# Rechercher Victor Pellerin
Pour plus de détails, voir Fiche technique et Distribution.
Rechercher Victor Pellerin est un film de la réalisatrice québécoise Sophie Deraspe sur l'existence et la disparition mystérieuse d'un peintre fictif, Victor Pellerin.

## Genre
Ce film se présente comme un documentaire, mais sa construction est telle que le spectateur ne sait jamais vraiment ce qui est de l'ordre de la fiction ou de la réalité dans ce qu'il voit à l'écran. Œuvre de fiction dans laquelle tous les personnages du film jouent leur propre rôle, Rechercher Victor Pellerin offre un aperçu réaliste d'une partie du milieu artistique montréalais.

## Scénario
À l'occasion de la préparation d'une exposition en hommage au peintre Victor Pellerin, disparu mystérieusement en 1990 après avoir détruit l'ensemble de son œuvre, la réalisatrice Sophie Deraspe tente d'en apprendre davantage sur le passé de ce personnage énigmatique et sur son éventuel présent. Cette quête l'amène à rencontrer ceux qui, à Montréal notamment, ont côtoyé de près Victor Pellerin (de son vrai nom Luc Gauthier) avant sa disparition. Le spectateur y apprend notamment que Pellerin est également poursuivi par la police pour avoir participé à un trafic de faux tableaux. On suit de près, tout au long du film, Eudore Belzile, initiateur de ce projet d'exposition, ingénieur de formation, artiste d'adoption, proche de la famille du « disparu » et qui semble en savoir plus que les autres sur le destin de Victor Pellerin. À la toute fin, l'équipe de tournage embarque d'ailleurs avec lui vers la Colombie, où Belzile vit à l'écart du monde, peut-être en compagnie de Pellerin...

## Distribution
Tous les personnages du film jouent leur propre rôle. Ce sont des artistes, des proches, des professionnels du monde de l'art qui tous ont en commun d'avoir côtoyé Victor Pellerin:
- Anne Lebeau (danseuse et ancienne compagne de Victor Pellerin)
- Eudore Belzile (ingénieur, photographe, ami de la famille Gauthier)
- Élisabeth L. Gauthier (sœur de Luc Gauthier, alias Victor Pellerin)
- Éric Devlin (galeriste montréalais)
- Julien Poulin (comédien)
- Olga Korper (galeriste torontoise)
- Mathieu Beauséjour (artiste montréalais)
- Sylvain Bouthillette (artiste montréalais)
- Jean-Frédéric Messier (dramaturge montréalais)
- Alain Lacoursière (enquêteur de police spécialisé en œuvres d'art)

## Distinctions
Sorti à l'automne 2006, le film a obtenu la Mention spéciale du jury au Festival du Nouveau Cinéma de Montréal, en octobre 2006.

## Fiche technique
- Réalisation et scénario : Sophie Deraspe ; histoire de Denis Langlois et Sophie Deraspe
- Producteur délégué : Serge Noël; producteur exécutif : Douglas Bensadoun ; producteur conseil : Luc Déry
- Distributeur au Canada et aux États-Unis : Atopia
- Canada - 1 h 42 - 2006 - 35 mm

## Anecdotes
- Les œuvres attribuées à Victor Pellerin dans le film ont en fait été produites par Sylvain Bouthillette[1].